# Eric Donaldson
Eric Freitan Donaldson (Saint Catherine, 1 de junho de 1947) é um dos maiores cantores jamaicanos de reggae. Eric começou a carreira em 1964 gravando para o Studio One.
O artista já tocou no Brasil nas cidades de Belém do Pará, São Luís do Maranhão e Teresina no Piauí.

## Discografia

### Álbuns
- Eric Donaldson (1971), Jaguar - reissued with bonus tracks as Love Of The Common People
- Keep on Riding (1976), Dynamic Sounds
- Kent Village (1978), Dynamic Sounds
- Juan De Bolas (1980), Dynamic Sounds - also released as Stand Up
- Rock Me Gentle (1981), Serengeti
- Come Away (1982), Dynamic Sounds
- Right On Time (1985), Dynamic Sounds
- The System (1985), WEA - reissued as Children of Jah
- Crazy You Crazy Me (1988)
- Trouble in Afrika (1991)
- Blackman Victory (1993) - reissued with bonus tracks as Beautiful Day
- Peace and Love (1998), Joe Gibbs - reissued as Young and Reckless
- In Action (2000), Roots & Culture - with Sil Bell & Keith Coley
- Mr. Pirate (2004), Ice - reissued as 100% of Love

### Álbuns compilados
- Cherry Oh Baby (1997), Trojan
- The Very Best of Eric Donaldson (1992), Rhino
- Very Best of Eric Donaldson (1998), Musicrama
- Oh What a Feeling (1998), Rhino
- Beautiful Day (1999)
- Freedom Street (1999), Rhino
- Super Medley Hits (2000), T.P.
- Greetings (2001), Rhino
- The Very Best of Eric Donaldson Vol.1 (2002), Rhino
- Anthology (2003), Creole
- Cherry Oh Baby (2003), Smith & Co
- Eric Donaldson Sings 20 Jamaica Classics (2004)
- Cherry Oh Baby (The Best Of) (2006), Trojan